# Ovsiše
Ovsiše este o localitate din comuna Radovljica, Slovenia, cu o populație de 213 locuitori.